# Kolo z motorjem
Kolo z motorjem je motorno vozilo z dvema (enosledno) ali tremi kolesi (kategorija L1e in L2e). Delovna prostornina motorja ne presega 50 cm³ in na ravni cesti ne razvije večje hitrosti kot 45 km/h (12,5 m/s).
Ta vozila se kljub motornemu pogonu razlikujejo od drugih enoslednih vozil, ki imajo med vzporedno vozečimi kolesi manj kot 50 cm³, ali pa vzporednih koles sploh nimajo in jih poganja vgrajen motor (npr. motornih koles).

## Predpisane zahteve
Da bi kolo z motorjem ustrezalo osnovnim zahtevam varnosti, mora imeti:
1. sprednjo zavoro,
2. zadnjo zavoro,
3. na sprednji strani belo luč za osvetljevanje ceste,
4. na zadnji strani rdečo pozicijsko luč z odsevnikom in zavorno luč,
5. zvočno signalno napravo oz. hupo,
6. izpušno cev z dušilcem zvoka,
7. dodatne stopalke za noge - če ima sedež za sopotnika in
8. prostor za pritrditev registrske tablice.

## Obvezna oprema
Obvezna oprema motornega kolesa je:
- ključ za svečko,
- izvijač,
- nadomestna vžigalna svečka in
- nadomestna žarnica.

Za vožnjo mopeda mora voznik opraviti vozniški izpit za AM kategorije. Star mora biti najmanj 15 let. Pri dopolnjenem 16. letu lahko voznik vozi še sopotnika. Pri vožnji je obvezna čelada.
Kolesa z motorjem (kategorija L1e in L2e) ne potrebujejo kompleta za prvo pomoč za motoriste.